# 野口尚一
野口 尚一（のぐち ひさかず、1888年（明治21年）12月23日 - 1986年（昭和61年）9月27日）は、日本の機構学者。東京帝国大学教授、工学院大学初代学長。日本機械学会、日本クレーン協会の各会長。『穀粒層を通過する気流に関する研究』で工学博士（東京帝大）。

## 経歴
東京に生まれる。父野口坤之の長男であり、会津会会員である。一高を経て東京帝大に進み、1912年（明治45年）に機械工学科を卒業した。鉄道院技手を経て母校に戻り1917年（大正6年）助教授に就任。1937年（昭和12年）に教授、1949年（昭和24年）に名誉教授となる。この間特許局技師を兼ねる。同年工学院教授となり、同校の新制大学移行に伴い初代学長となる。1971年（昭和46年）まで在任し、この間に学科の拡充や大学院設置を進めた。学外では第24代日本機械学会会長、日本クレーン協会会長を務めた。代表的な著作は『機構学』（山海堂、1937年）で、他に『応用弾性学』（山海堂、1934年）、『材料力学』（共立社、1936年）、『工業力学』（共立出版、1942年）などがある。
栄典: 勲二等旭日重光章 (昭和41年)